# Materfer
A Material Ferroviário S.A. (Materfer) é uma indústria argentina de material ferroviário.

## História

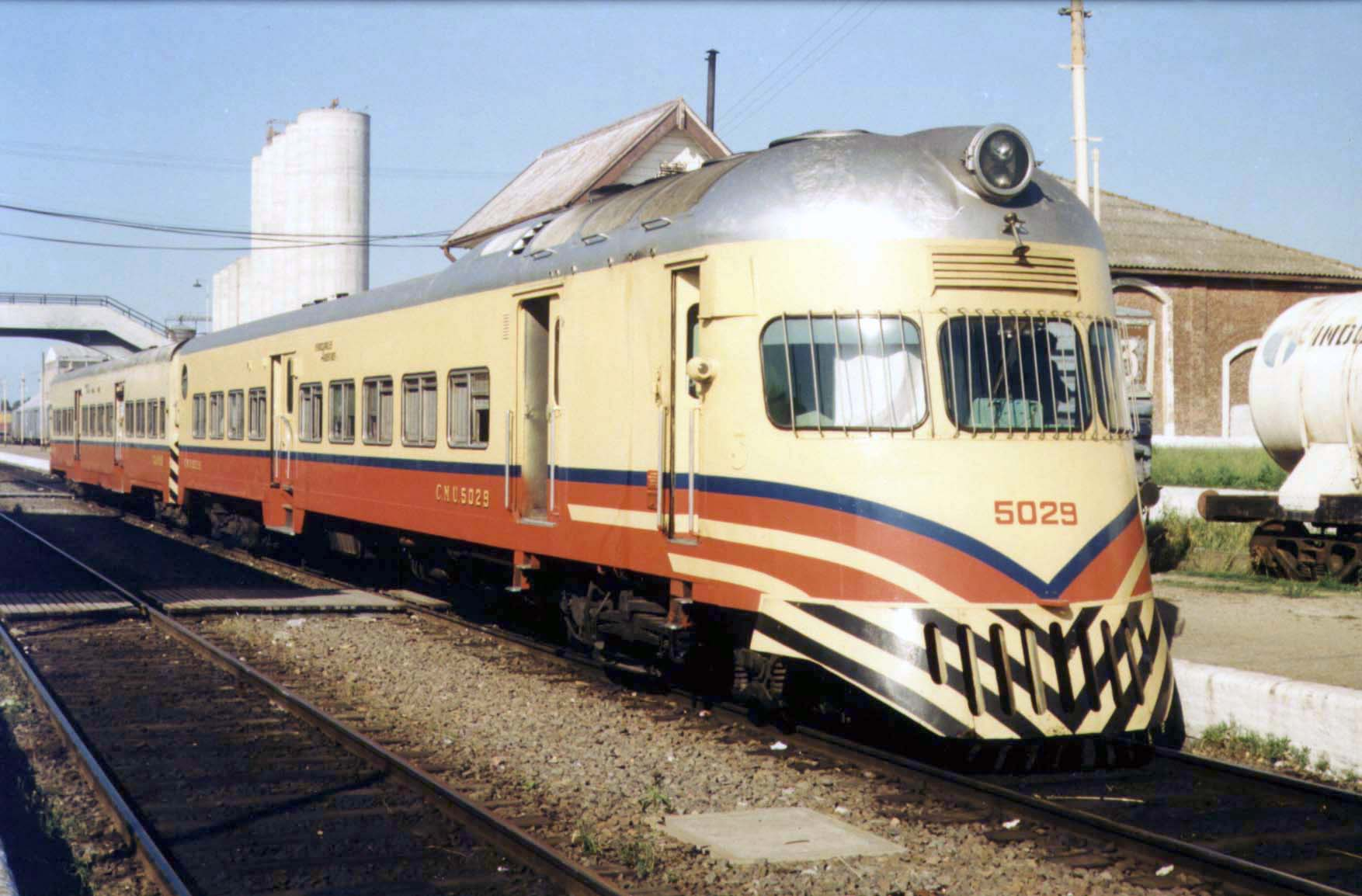
FIAT 7131 nas cores dos Ferrocarriles Argentinos.

### Início e parceria com italianos
A Materfer foi criada em 1958 pela Fiat Ferroviária e Fiat Concord , uma sociedade que reunia várias subdivisões da Fiat na Argentina.
Nesse mesmo ano é iniciada a construção da fábrica e em 1962 é construído seu produto o Trem Unidade Diesel Fiat-7131.
Entre 1958 e 1968 se reune com o Gruppo Aziende Italo Argentine (GAIA) para produzir Locomotivas GAIA.
Em 1961 foram produzidas as locomotivas Transfer, sendo um exemplar exibido na Itália.
No anos 80 a Materfer atinge seu auge e começa à exportar seus produtos para diversos países como Bolívia, Chile, Cuba e Uruguai.

### Falência nos anos 90

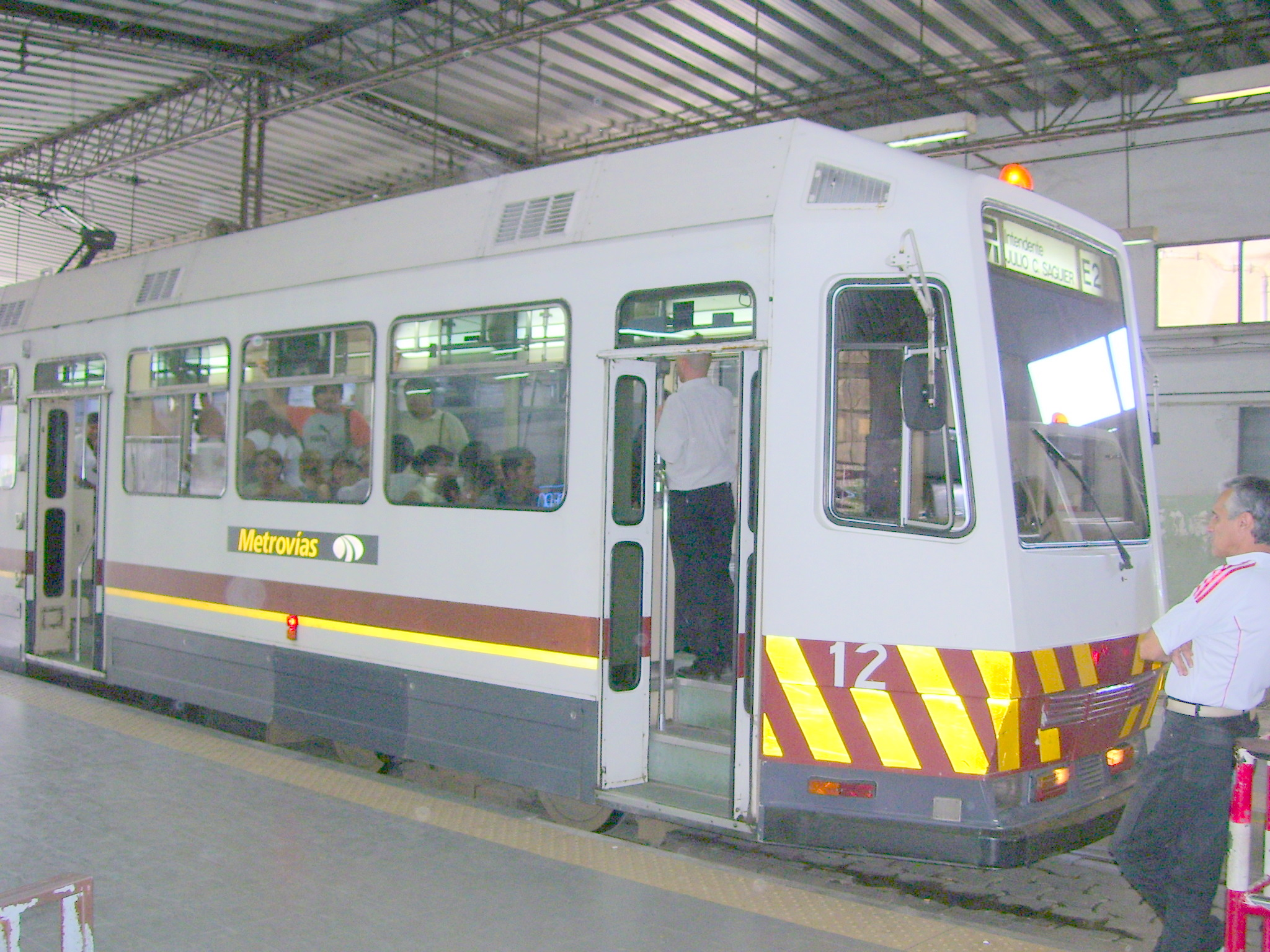
VLT de Buenos Aires

No início dos anos 90, a Materfer produz um VLT (Veículo Leve sobre Trilhos) para o pré metrô de Buenos Aires, o que seria seu último produto.
Em fevereiro de 1998 a justiça decretou sua falência e a fábrica fechou.

### Renascimento
Em março de 2002 a empresa é adquirida pelo empresário argentino Sergio Taselli , reiniciando suas atividades produzindo além de material ferroviário, tratores, ônibus e peças para a indústria automotiva. Além disso a empresa reforma o material rodante que produziu para as ferrovias argentinas.

## Produtos Ferroviários
- Fiat 7131
- Liviano/Liviano 1
- CM 001
- Locomotiva Diesel Elétrica Fiat Transfer
- Carros de Passageiros para os Ferrocarriles Argentinos
- Automotore Electrico Suburbano
- TUE Fiat - Materfer
- Locomotiva GAIA

## Produtos Agrícolas
- Cosechadoras de Maní "Amadas".

- Cosechadora agrícola "Materfer Axial 3000".

## Ônibus
- ônibus urbano "Águila